# Gare d'Austerlitz (metrostation)
Gare d'Austerlitz is een station van de metro in Parijs langs de metrolijnen 5 en 10 op de grens het 5e en 13e arrondissement, en valt samen met het Gare d'Austerlitz.
Het station betaat uit twee delen: Er is de ondergronde terminus van lijn 10, en er is het station van lijn 5 dat vrij spectaculair op een viaduct door de stationsoverkapping van het treinstation ligt, en dat in de richting van Bobigny direct aansluit op het Viaduc d'Austerlitz over de Seine.
Het station heette oorspronkelijk net zoals het spoorwegstation Gare d'Orléans, welke naam op 15 oktober 1930 gewijzigd werd in Gare d'Orléans-Austerlitz. Op de perrons van het station van lijn 10 is deze naam nog immer zichtbaar. Het station heeft de huidige naam sedert 25 april 1985.

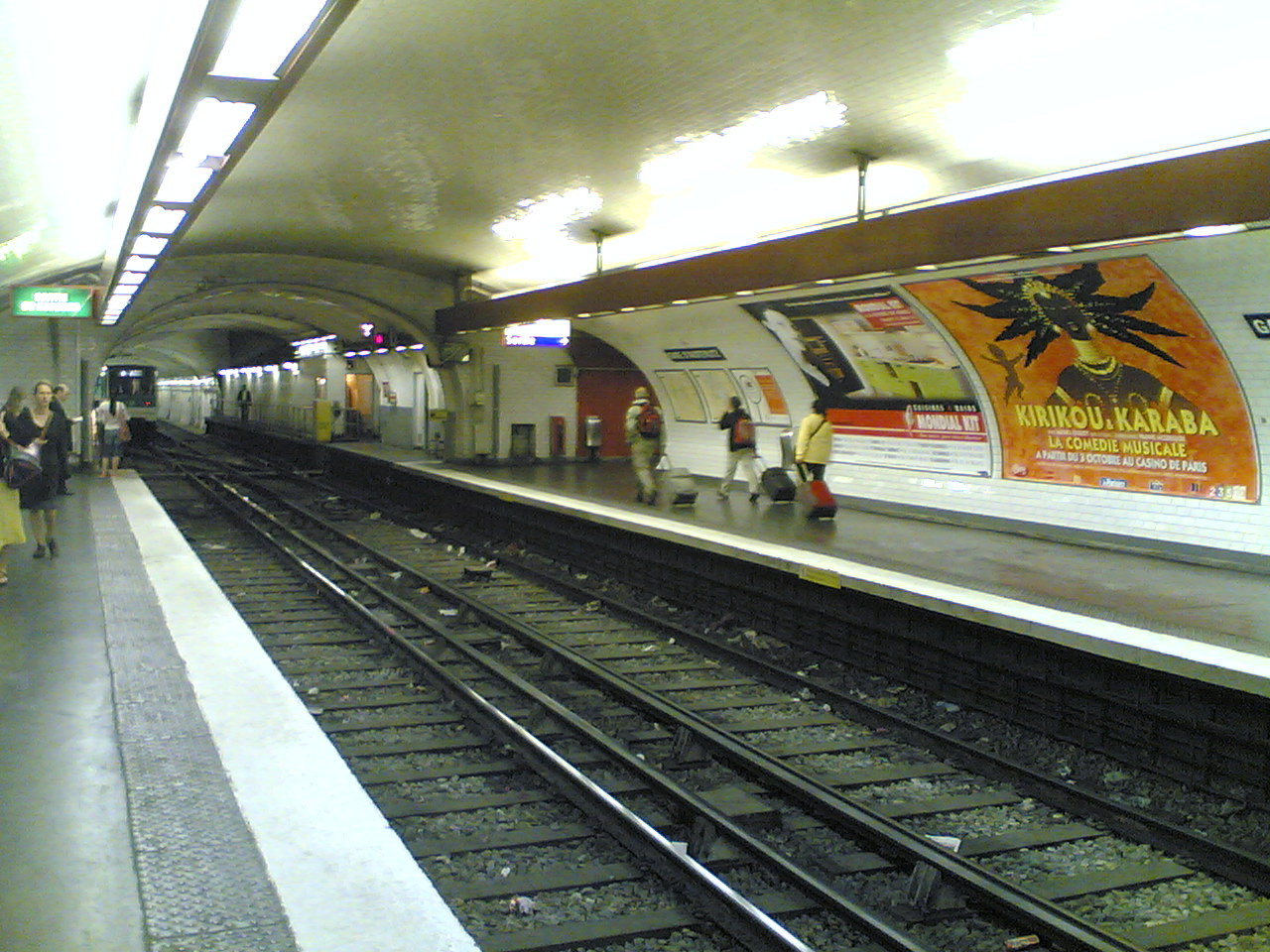
Het perron van lijn 10, met achteraan het rangeerterrein waar de treinen keren

## In de buurt
- Jardin des Plantes
- Hôpital de la Salpêtrière
- Jardin Tino-Rossi

Bobigny - Pablo Picasso · 
Bobigny - Pantin - Raymond Queneau · 
Église de Pantin · 
Hoche · 
Porte de Pantin · 
Ourcq · 
Laumière · 
Jaurès · 
Stalingrad · 
Gare du Nord · 
Gare de l'Est · 
Jacques Bonsergent · 
République · 
Oberkampf · 
Richard-Lenoir · 
Bréguet - Sabin · 
Bastille · 
Quai de la Rapée · 
Gare d'Austerlitz · 
Saint-Marcel · 
Campo-Formio · 
Place d'Italie
Boulogne - Pont de Saint-Cloud · 
Boulogne - Jean Jaurès · 
Porte d'Auteuil · 
Michel-Ange - Auteuil · 
Église d'Auteuil · 
Michel-Ange - Molitor · 
Chardon-Lagache · 
Mirabeau · 
Javel - André Citroën · 
Charles Michels · 
Avenue Emile Zola · 
La Motte-Picquet - Grenelle · 
Ségur · 
Duroc · 
Vaneau · 
Sèvres - Babylone · 
Mabillon · 
Odéon · 
Cluny - La Sorbonne · 
Maubert - Mutualité · 
Cardinal Lemoine · 
Jussieu · 
Gare d'Austerlitz
- Virtual International Authority File: 2987155345595106430004